# 김우중 의료인상
김우중 의료인상은 대우재단이 고 김우중 설립자의 초기 도서오지 의료사업 정신을 기리기 위해 제정한 상으로 매년 12월 9일에 발표된다.

## 수상 대상
상은 한국의 그늘진 곳에서 오랫동안 인술을 펼쳐온 국내외 의료인(의사, 치과의사, 한의사, 간호사, 조산사 등)과 보건의료인(간호조무사, 임상병리사, 응급구조사 등)을 대상으로 한다.

## 시상 부문
상은 김우중 의료인상, 의료봉사상, 특별상으로 나뉜다. 김우중 의료인상 수상자는 상패와 상금 3천만원을, 의료봉사상과 공로상 수상자는 상패와 상금 1천만원을 각각 받게 된다.

## 역대 수상자
| 김우중 의료인상 | 오동찬 치과의, 국립소록도병원 의료부장 정우남 가정의, 완도보건의료원 행복의원장 박도순 간호사, 무주군 공진보건진료소장 허은순 간호조무사, 경기도의료원 포천병원       | 제1회(2021) |
| 김우중 의료인상 | 이정옥 간호사, 신안군 반월도보건진료소장 이효민 마취통증의학과 전문의, 국경없는의사회                                                                                 | 제2회(2022) |
| 김우중 의료인상 | 이규환 치과의, 분당서울대학교병원 교수 정향자 간호사, 통영시 추봉보건진료소 소장                                                                                      | 제3회(2023) |
| 의료봉사상      | 한국여자의사회 | 제1회(2021) |
| 의료봉사상      | 김해송 의사, 김해송이비인후과 원장 송파구방이복지관 이웃사랑치과봉사회 대한한의약해외의료봉사단(komsta)                                                               | 제2회(2022) |
| 의료봉사상      | 유명선 의료기사, 대한방사선사협회 방사선사 정윤석 내과의, 아주대학교병원 내분비대사내과 교수 이우석 안과의, 경상북도의사회 회장 대한여한의사회 무주군보건의료원       | 제3회(2023) |
| 공로상          | 최해관 외과의, 전 무주대우병원장 | 제1회(2021) |
| 공로상          | 이상재 내과의, 전 완도대우병원장 | 제2회(2022) |
| 공로상          | 곽병찬 가정의, 전 신안·완도대우병원 원장 | 제3회(2023) |
| 특별상          | 김상일 의사, 에이치플러스 양지병원장 연정화 간호사, 국민건강보험 일산병원 감염관리부 팀장 이태석 의사, 의정부을지대학교병원 외과교수겸 응급의료센터장 꿈크는 아이병원 | 제2회(2022) |